# Острувек (Венґровський повіт)
Острувек (пол. Ostrówek) — село в Польщі, у гміні Лохув Венґровського повіту Мазовецького воєводства.
Населення — 1655 осіб (2011).
У 1975-1998 роках село належало до Седлецького воєводства.

## Демографія
Демографічна структура станом на 31 березня 2011 року:
|          | Загалом | Допрацездатний вік | Працездатний вік | Постпрацездатний вік |
| -------- | ------- | ------------------ | ---------------- | -------------------- |
| Чоловіки | 786     | 142                | 563              | 81                   |
| Жінки    | 869     | 162                | 510              | 197                  |
| Разом    | 1655    | 304                | 1073             | 278                  |